# 야전엽병군단

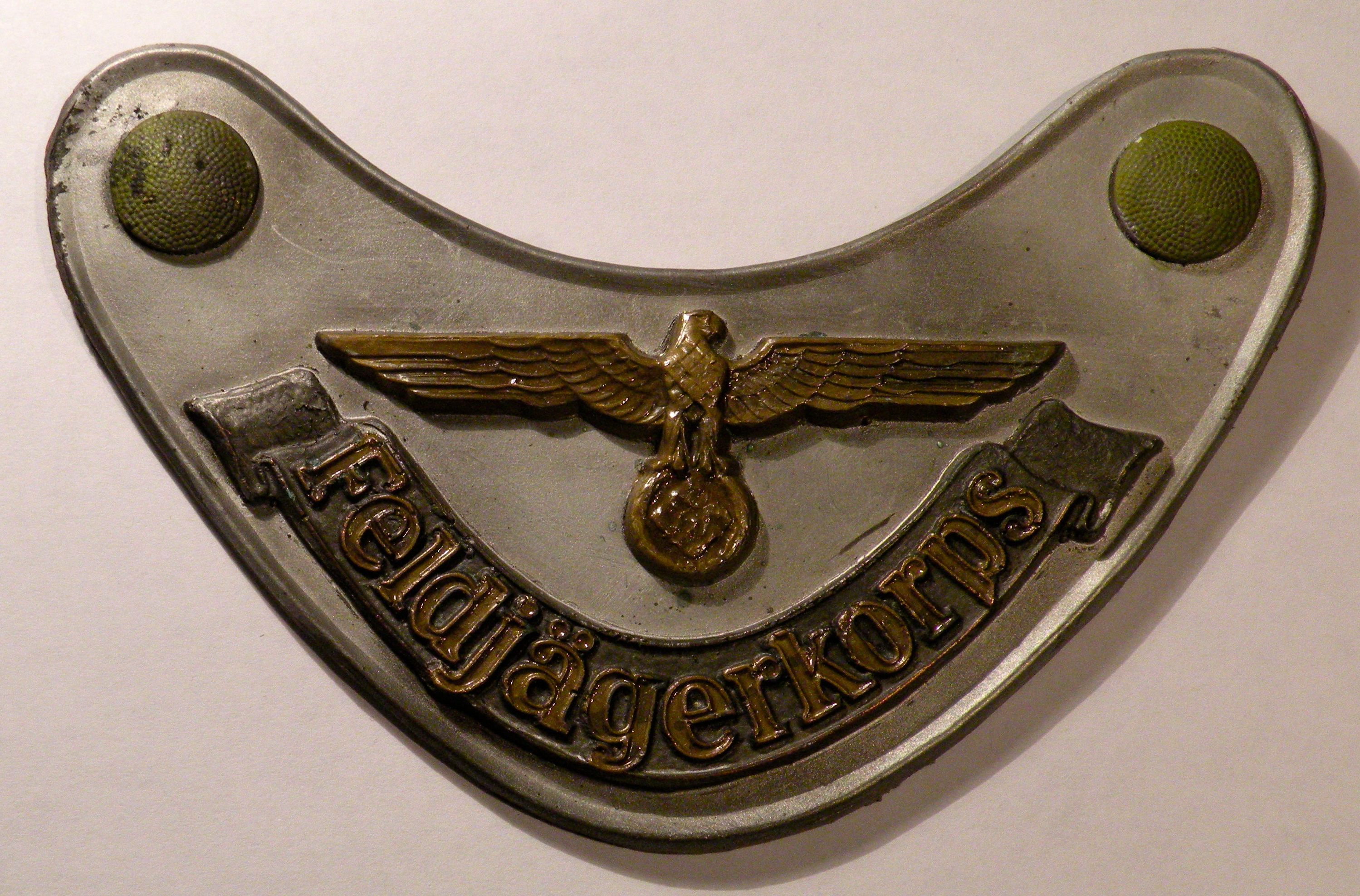

야전엽병군단(Feldjägerkorps)은 제2차 세계 대전 당시 독일 국방군의 헌병대이다. 1943년 11월 27일 창설되었다. 군단은 산하 3개 야전엽병사령부(I, II, III)로 나뉘었다. 야전엽병군단은 빌헬름 카이텔 원수에게 직속 보고를 했으며, 다른 모든 헌병 조직보다 우위에 있었다.